# Cantoria
Cantoria es una localidad y municipio español de la provincia de Almería en la comunidad autónoma de Andalucía situado en la comarca del Valle del Almanzora y a 92 km de la capital de provincia, Almería. En el año 2017 contaba con 3251 habitantes. Su extensión superficial es de 79 km² y tiene una densidad de 41,15 hab/km².

## Toponimia
Al nombre de Cantoria se le supone un origen prerromano, al poder estar relacionado con el término canto, con significado de piedra.

## Geografía física

### Situación
La localidad de Cantoria está situada en Valle del Almanzora a una altitud de 382 m s. n. m. Su término municipal tiene una superficie de 79 km² y limita con las localidades de Albox, Partaloa, Macael, Líjar, Arboleas, Lubrín, Fines y Albanchez.

### Riesgos naturales
El municipio de Cantoria todavía no cuenta con un PTEL que cumpla con la Ley 5/2010 sobre autonomía local.

## Geografía humana

### Organización territorial
Además de la cabecera municipal, Cantoria cuenta también con varias entidades de población según el nomenclátor publicado por el Instituto Nacional de Estadística: Almanzora, Barrio las Zorras, El Arroyo Aceituno, Los Pardos, Los Molineros, Los Morrillas, El Arroyo Albanchez, Los Corellas, La Hojilla, El Llano, La Hoya, El Fas, Marchal, El Badil, Los Terreros, Gachasmigas, Las Casicas y Los Paletones.

## Geografía humana

### Demografía
Cuenta con una población de 3569 habitantes (INE 2024).
| Gráfica de evolución demográfica de Cantoria entre 1842 y 2021 |
| |
| Población de derecho según los censos de población del INE. Población de hecho según los censos de población del INE.En estos censos se denominaba Cantória: 1857, 1860 y 1877. |

| Nacionalidad | Hombres | Mujeres | Total | %      | Proporción |
| ------------ | ------- | ------- | ----- | ------ | ---------- |
| Española     | 1302    | 1244    | 2546  | 72.0 % |            |
| Extranjera   | 483     | 504     | 987   | 27.9 % |            |

### Distribución de la población
El municipio se divide en las siguientes entidades de población, según el nomenclátor de población publicado por el INE (Instituto Nacional de Estadística). Los datos de población se refieren a 2014. 
| Entidad de Población | Población (2014) |
| -------------------- | ---------------- |
| Almanzora            | 558              |
| Arroyo Aceituno      | 80               |
| El Arroyo Albanchez  | 66               |
| Cantoria             | 2124             |
| La Hojilla           | 114              |
| La Hoya              | 287              |
| Marchal              | 113              |
| Los Terreros         | 124              |
| Las Casicas          | 151              |

### Economía
Su economía se basa en el cultivo de cítricos en los márgenes de río Almanzora, como actividad secundaria. La transformación del mármol de Macael de las cercanas canteras de Macael y en la construcción inmobiliaria. En el término se encuentra la multinacional Grupo Cosentino una empresa muy importante a nivel mundial.

### Evolución de la deuda viva municipal
| Gráfica de evolución de Deuda viva del Ayuntamiento de Cantoria entre 2008 y 2019                                |
| |
| Deuda viva del Ayuntamiento de Cantoria en miles de Euros según datos del Ministerio de Hacienda y Ad. Públicas. |

## Política
Alcaldesa: Purificación Sánchez Aránega (PSOE).
Los grupos políticos con representación en el Ayuntamiento de Cantoria son:
- Partido Socialista Obrero Español (PSOE) 9 Concejales
- Partido Popular (PP) 2 concejales

## Símbolos
Cantoria solicitó permiso de la Junta de Andalucía para inscribir oficialmente el escudo que se utiliza a día de hoy el 24 de septiembre de 1982. recibiendo la aprobación a enero de 2007. Sin embargo, no existe todavía ninguna bandera oficial, a pesar de existir una bandera histórica.

### Escudo
Su descripción heráldica es la siguiente:

Escudo cortado. 1º de sinople, la torre donjonada almenada de oro, mazonada de sable; 2º, de oro, sostenidas de ondas de azur y plata tres rocas de su color, puestas en situación de faja y sumada cada una de una mata de ortigas de sinople, de siete hojas (que es Fajardo). Al timbre, corona real cerrada.

### Bandera
Cantoria carece de una bandera municipal, aunque sí existen los restos de una enseña de época morisca.

## Servicios públicos

### Educación
El municipio cuenta con un colegio público, el CEIP Cerro Castillo; y un instituto, el IES Valle del Almanzora y con enseñanza hasta bachillerato.

### Sanidad
El municipio cuenta con dos consultorios, dependientes del Hospital La Inmaculada, que dan servicio solamente los miércoles, uno en la cabecera municipal y otro auxiliar en la pedanía de Almanzora, y que dan servicio de lunes a viernes.

## Cultura

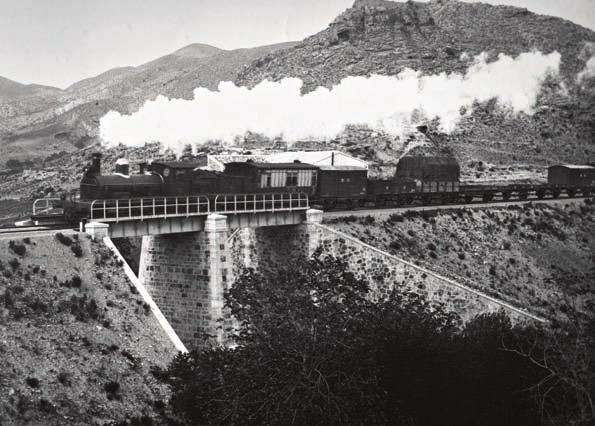
Tren de la línea Lorca Baza a su paso por la rambla del Parador de Jata (1908) Fotografía del ingeniero Gustavo Gillman

Destaca su iglesia parroquial del siglo XIX y el Palacio de los Marqueses de Almanzora (finales del XIX), también conocido por Palacio de Almanzora. También destaca la Ermita de san Cayetano y san Antón, un pequeño templo de estilo barroco construido en el siglo XVIII que alberga a los patronos del pueblo.
En su cementerio se encuentra enterrada Catalina Casanova Navarro (1831-1914) 1.ª Condesa de Algaida y Marquesa de Almanzora. 
En arquitectura defensivo-militar el castillo de Cantoria, el molinoviento (data del siglo X) en El Púlpito, la torreta, Piedra Illora, y Almanzora
En infraestructura civil destacan el puente de hierro sobre el río Almanzora y el puente del ferrocarril en la rambla de Albox entre Almanzora y Los Paletones. Hay que mencionar además la casa señorial denominada Casa del Marqués de la Romana, que perteneció al IV Marqués de la Romana. Es un edificio neoclásico de finales del siglo XVIII que consta de dos plantas.
El Teatro Saavedra es otra obra arquitectónica importante dentro del pueblo, y fue construida en el año 1926.

## Deportes
El equipo de fútbol Cantoria CF tiene su base en el pueblo, jugando con una equipación a rayas verticales amarillas y negras. Actualmente compite en la división de honor andaluza.